# Liste der Monuments historiques in Rosselange
Die Liste der Monuments historiques in Rosselange führt die Monuments historiques in der französischen Gemeinde Rosselange auf.

## Liste der Objekte
| Bezeichnung                   | Beschreibung               | Standort                         | Kennzeichnung | Schutzstatus | Datum | Bild |
| ----------------------------- | -------------------------- | -------------------------------- | ------------- | ------------ | ----- | ---- |
| Skulptur Christus in der Rast | Kalkstein, 16. Jahrhundert | bei der Kirche St-Georges (Lage) | PM57000428    | Classé       | 1990  |      |